# Oberkessach
Oberkessach ist ein Ortsteil der Gemeinde Schöntal im Hohenlohekreis (Baden-Württemberg).

## Lage
Oberkessach liegt im Tal der Kessach, eines rechten Nebenflusses der Jagst. Der Ort sowie die Gemarkung befindet sich im nördlichen Teil des Hohenlohekreises. Die Gemarkung grenzt an den Neckar-Odenwald-Kreis sowie an den Landkreis Heilbronn. Durch die Gemarkung führt auch der Obergermanisch-Raetische Limes.

## Geschichte
Der Ort wurde erstmals im Jahre 976 als Chessaha erwähnt. Im Mittelalter gehörte der Ort zum Stammesherzogtum Franken. 1480 ging er in den Besitz des Klosters Schöntal über. Zu Beginn des Bauernkrieges 1525 wurde der Ort fast komplett niedergebrannt; 1634 wütete die Pest. Im Jahre 1782 wurde die Kath. Pfarrkirche St. Johannes erweitert und ausgebaut, die letzte Renovierung der Kirche fand 1958 statt. Im Jahre 1806 fällt Oberkessach an das Königreich Württemberg. Am 1. März 1972 wurde der Ort in die Gemeinde Schöntal eingemeindet.

## Bauwerke und Sehenswertes

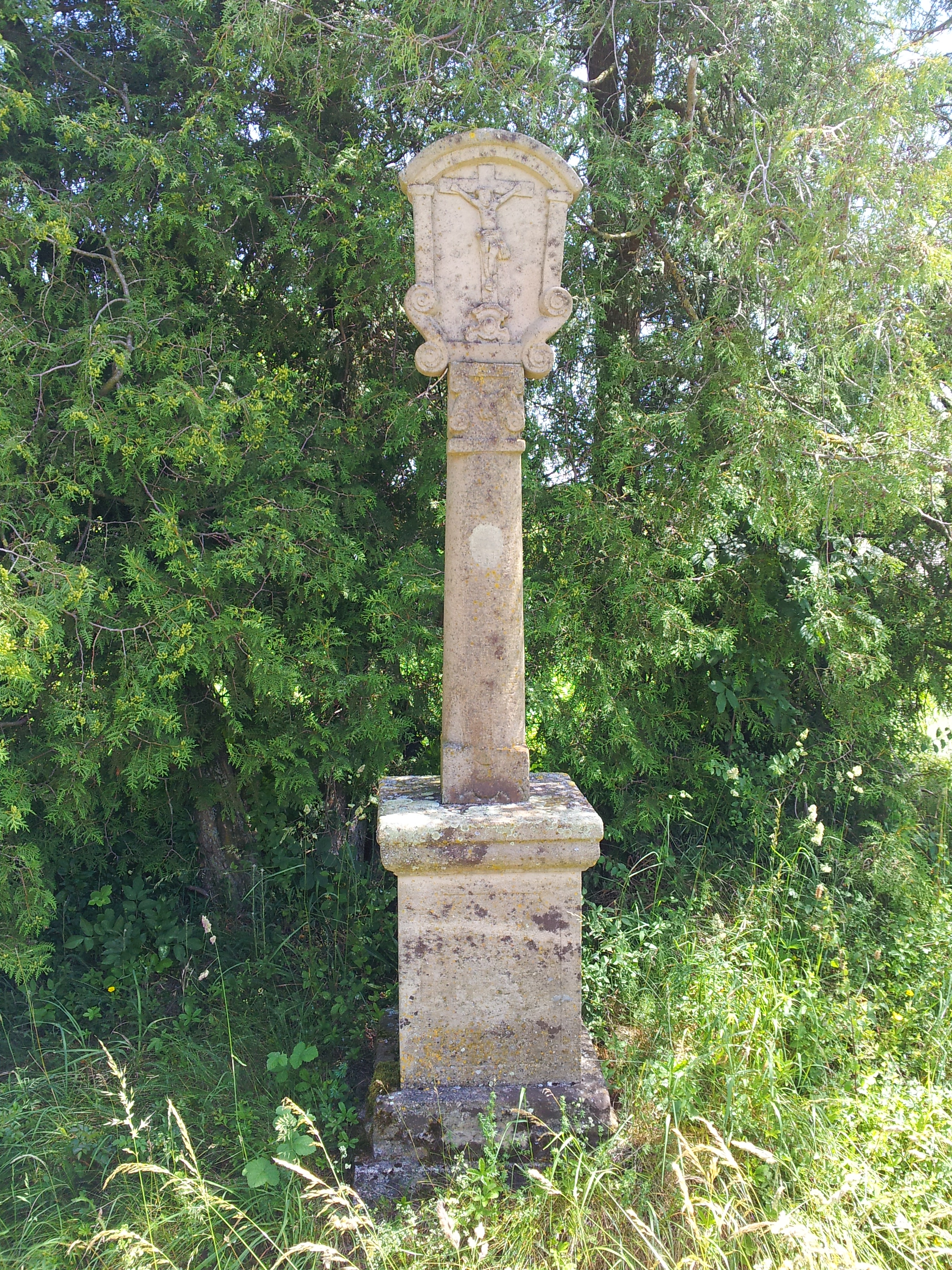
Bildstock Aschhäuser Weg

- Katholische Pfarrkirche St. Johannes der Täufer (mit Ausstattung im barocken Stil)
- Pfarrhaus aus dem Jahre (1608)
- Rathaus (1820)
- Schule (1886)
- Bildstock Aschhäuser Weg
- Bildstock Bieringer Weg
- Bahrnholzkapelle mit Kreuzweg
- Lambachpumpe im Kessachpark
- 1000-jährige Eiche (etwa einen Kilometer nördlich von Oberkessach)

## Entwicklung
In Oberkessach wurde die Dorfentwicklung durchgeführt. Das Ortsbild konnte wesentlich verschönert werden. Aufgrund starker Hochwasserschäden durch die Kessach im Dezember 1993 mussten Sanierungsarbeiten vorgenommen werden. Aufgrund der verkehrsgünstigen Lage zur Bundesautobahn 81 (5 Kilometer zur Anschlussstelle Osterburken) wurde ein großes Gewerbegebiet ausgewiesen. Es wurden auch mehrere Neubaugebiete erschlossen. Der Ort zählt neben Bieringen und Westernhausen heute zu den größten Ortschaften der Gemeinde Schöntal.